# Línguas ienisseianas
A família linguística eniseianas (às vezes chamada de eniseicas) é um grupo de línguas relacionadas faladas na Sibéria Central.

## Subdivisões
0. Proto-ienisseiano (anterior a 500 AC; tendo se dividido por volta de 1 DC)
1. Ramo setentrional (dividido por volta de 700 AD)
1.1. Ket (100-500 falantes)
1.1.1. Ket meridional
1.1.2. Ket central
1.1.3. Ket setentrional
1.2. Yugh † (2 ou 3 falantes não-fluentes em 1991)
2. Ramo meridional †
2.1. Kott-Assan (tendo se dividido por volta de 1200 DC)
2.1.1. Kott † (extinta na metade do século XIX)
2.1.2. Assan † (extinta por volta de 1800)
2.2. Arin-pumpokol (tendo se dividido por volta de 550 AD)
2.2.1. Arin † (extinta por volta de 1800)
2.2.2. Pumpokol † (extinta por volta de 1750)
Apenas duas línguas dessa família sobreviveram no decorrer do século XX, a língua ket (também conhecida como Imbat Ket), com aproximadamente 1,000 falantes e o yugh (também conhecido como Sym Ket), agora possivelmente extinto. Os outros membros dessa família, arin, assan, pumpokol, e kott, já haviam se extinguido há mais de um século. Outros grupos – buklin, baikot, yarin, yastin – eram identificadas como falantes do grupo ienisseiano nos registros dos cobradores de imposto sobre peles do Império tzarista durante o século XVII, mas nada dessas línguas sobreviveu exceto alguns nomes próprios. Consta em fontes chinesas que o grupo ienisseiano parece ter estado entre os povos que faziam parte da confederação tribal conhecida como Xiongnu, que tem sido tradicionalmente considerados ancestrais dos hunos, mas tais sugestões são difíceis de se substanciar devido à obscuridade desses dados.

## Características
As línguas ienisseianas compartilham muitas similaridades como as línguas túrquicas faladas no sul da Sibéria, as línguas samoiédicas e o evenque, devido ao extenso contato com essas línguas. Tais características incluem harmonia nasal a longa distância, deafricação, e o uso de posposições ou encliticos gramaticais como cláusulas subordinadas. Os clíticos do ienisseiano se aproximam muito dos sistemas de caso das famílias lingüísticas geograficamente próximas.
As línguas ienisseianas têm sido descritas como tendo mais de cinco tons ou nenhum tom. Os 'tons' são concomitantes com a glotalização, extensão vocal, e murmuro, não muito diferente da situação da reconstrução do antigo chinês, antes do desenvolvimento dos tons verdadeiros do chinês modernos. As línguas ienisseianas possuem uma morfologia verbal altamente elaborada, somente encontrada na Eurásia no burushaski e, em menor grau, nas línguas do Cáucaso. (todas essas línguas são ergativas.)

### Morfologia

#### Pronomes pessoais
| Pronomes pessoais nas línguas ienisseianas | Pronomes pessoais nas línguas ienisseianas | Pronomes pessoais nas línguas ienisseianas | Pronomes pessoais nas línguas ienisseianas | Pronomes pessoais nas línguas ienisseianas | Pronomes pessoais nas línguas ienisseianas | Pronomes pessoais nas línguas ienisseianas | Pronomes pessoais nas línguas ienisseianas |
|                                            | 1S                                         | 2S                                         | 3MS                                        | 3FS                                        | 1P                                         | 2P                                         | 3AP                                        |
| ------------------------------------------ | ------------------------------------------ | ------------------------------------------ | ------------------------------------------ | ------------------------------------------ | ------------------------------------------ | ------------------------------------------ | ------------------------------------------ |
| Ket                                        | āˑ(t)                                      | ūˑ                                         | būˑ                                        | būˑ                                        | ɤ̄ˑt ~ ɤ́tn                                  | ɤ́kŋ                                        | būˑŋ                                       |
| Yugh                                       | āt                                         | ū                                          | bū                                         | bū                                         | ɤ́tn                                        | kɤ́kŋ                                       | béìŋ                                       |
| Dialetos do kott                           | ai                                         | au                                         | uju ~ hatu                                 | uja ~ hata                                 | ajoŋ                                       | auoŋ ~ aoŋ                                 | uniaŋ ~ hatien                             |
| Assan                                      | aj                                         | au                                         | bari                                       | ?                                          | ajuŋ                                       | avun                                       | hatin                                      |
| Arin                                       | ai                                         | au                                         | au                                         | ?                                          | aiŋ                                        | aŋ                                         | itaŋ                                       |
| Pumpokol                                   | ad                                         | u                                          | adu                                        | ?                                          | adɨŋ                                       | ajaŋ                                       | ?                                          |

...a ser concluído.

### Vocabulário

#### Numerais
|     | Ket meridional | Yugh | Kott          | Assan    | Arin           | Pumpokol |
| --- | -------------- | ---- | ------------- | -------- | -------------- | -------- |
| 1   | qūˑs           | χūs  | huːtʃa        | hutʃa    | qusej          | xuta     |
| 2   | ɯ̄ˑn            | ɯ̄n   | iːna          | ina      | kina           | hinɛaŋ   |
| 3   | dɔˀŋ           | dɔˀŋ | toːŋa         | taŋa     | tʲoŋa ~ tʲuːŋa | dónga    |
| 4   | sīˑk           | sīk  | tʃega ~ ʃeːga | ʃega     | tʃaga          | ziang    |
| 5   | qāˑk           | χāk  | kega ~ χeːga  | kega     | qala           | hejlaŋ   |
| 6   | aˀ ~ à         | àː   | χelutʃa       | gejlutʃa | ɨga            | aggɛaŋ   |
| 7   | ɔˀŋ            | ɔˀŋ  | χelina        | gejlina  | ɨnʲa           | onʲaŋ    |
| 10  | qɔ̄ˑ            | χɔ̄   | haːga ~ haga  | xaha     | qau ~ hioga    | hajaŋ    |
| 20  | ɛˀk            | ɛˀk  | iːntʰukŋ      | inkukn   | kinthjuŋ       | hédiang  |
| 100 | kiˀ            | kiˀ  | ujaːx         | jus      | jus            | útamssa  |

#### Alguns exemplos etimológicos
A tabela seguinte exemplifica alguns itens do vocabulário básico e também das tentativas de reconstrução das proto-formas:
| Palavra  | Línguas e dialetos ienisseianos | Línguas e dialetos ienisseianos | Línguas e dialetos ienisseianos | Línguas e dialetos ienisseianos | Línguas e dialetos ienisseianos | Línguas e dialetos ienisseianos | Línguas e dialetos ienisseianos | Línguas e dialetos ienisseianos | Reconstruções disponíveis | Reconstruções disponíveis | Reconstruções disponíveis |
| Palavra  | Ramo setentrional               | Ramo setentrional               | Ramo setentrional               | Ramo setentrional               | Ramo meridional                 | Ramo meridional                 | Ramo meridional                 | Ramo meridional                 | Reconstruções disponíveis | Reconstruções disponíveis | Reconstruções disponíveis |
| Palavra  | Dialetos ket                    | Dialetos ket                    | Dialetos ket                    | Yugh                            | Kott-assan                      | Kott-assan                      | Arin-pumpokol                   | Arin-pumpokol                   | Reconstruções disponíveis | Reconstruções disponíveis | Reconstruções disponíveis |
| Palavra  | SK                              | NK                              | CK                              | Yugh                            | Kott                            | Assan                           | Arin                            | Pumpokol                        | Vajda                     | Starostin                 | Werner                    |
| -------- | ------------------------------- | ------------------------------- | ------------------------------- | ------------------------------- | ------------------------------- | ------------------------------- | ------------------------------- | ------------------------------- | ------------------------- | ------------------------- | ------------------------- |
| LARIX    | sɛˀs                            | sɛˀs                            | šɛˀš                            | sɛˀs                            | šet                             | čet                             | čit                             | tag                             | *čɛˀç                     | *seʔs                     | *sɛʔt / *tɛʔt             |
| RIO      | sēˑs                            | sēˑs                            | šēˑš                            | sēs                             | šet                             | šet                             | sat                             | tat                             | *cēˑc                     | *ses                      | *set / *tet               |
| PEDRA    | tʌˀs                            | tʌˀs                            | tʌˀš                            | čʌˀs                            | šiš                             | šiš                             | kes                             | kit                             | *cʰɛˀs                    | *čɨʔs                     | *t'ɨʔs                    |
| DEDO     | tʌˀq                            | tʌˀq                            | tʌˀq                            | tʌˀχ                            | tʰoχ                            | ?                               | intoto                          | tok                             | *tʰɛˀq                    | *tǝʔq                     | *thǝʔq                    |
| RESINA   | dīˑk                            | dīˑk                            | dīˑk                            | dʲīk                            | čik                             | ?                               | ?                               | ?                               | *čīˑk                     | *ǯik (~-g, -ẋ)            | *d'ik                     |
| LOBO     | qɯ̄ˑt                            | qɯ̄ˑti                           | qɯ̄ˑtə                           | χɯ̄ˑt                            | (boru < túrquico)               | (boru < túrquico)               | qut                             | xotu                            | *qʷīˑtʰi                  | *qɨte (˜ẋ-)               | *qʌthǝ                    |
| INVERNO  | kɤ̄ˑt                            | kɤ̄ˑti                           | kɤ̄ˑte                           | kɤ̄ˑt                            | keːtʰi                          | ?                               | lot                             | lete                            | *kʷeˑtʰi                  | *gǝte                     | *kǝte                     |
| LUZ      | kʌˀn                            | kʌˀn                            | kʌˀn                            | kʌˀn                            | kin                             | ?                               | lum                             | ?                               | *kʷɛˀn                    | *gǝʔn-                    | ?                         |
| PESSOA   | kɛˀd                            | kɛˀd                            | kɛˀd                            | kɛˀtʲ                           | hit                             | het                             | kit                             | kit                             | *kɛˀt                     | *keʔt                     | ?                         |
| DOIS     | ɯ̄ˑn                             | ɯ̄ˑn                             | ɯ̄ˑn                             | ɯ̄n                              | in                              | in                              | kin                             | hin                             | *kʰīˑn                    | *xɨna                     | *(k)ɨn                    |
| ÁGUA     | ūˑl                             | ūˑl                             | ūˑl                             | ūr                              | ul                              | ul                              | kul                             | ul                              | *kʰul                     | *qoʔl (~ẋ-, -r)           | ?                         |
| VIDOEIRO | ùs                              | ùːse                            | ùːsə                            | ùːʰs                            | uča                             | uuča                            | kus                             | uta                             | *kʰuχʂa                   | *xūsa                     | *kuʔǝt'ǝ                  |
| TRENÓ    | súùl                            | súùl                            | šúùl                            | sɔ́ùl                            | čogar                           | čɛgar                           | šal                             | tsɛl                            | *tsehʷəl                  | *soʔol                    | *sogǝl (~č/t'-ʎ)          |

...a ser concluído.

## Dene-Ienissei
Em 2008, Edward Vajda da Universidade Western Washington apresentou uma evidência, baseada em rigorosa metodologia, de uma relação genética entre as línguas ienisseianas da Sibéria e as línguas na-dene da América do Norte. Seu trabalho tem sido bem avaliado por especialistas em línguas na-dene e línguas ienisseianas, incluindo Michael Krauss, Jeff Leer, James Kari, e Heinrich Werner, bem como outros respeitados lingüistas como Bernard Comrie, Johanna Nichols, Victor Golla, Michael Fortescue, e Eric Hamp. No entanto, ainda levará algum tempo para que a comunidade lingüística avalie essa proposta.

## Ligações propostas com outras famílias
Até 2008, poucos lingüistas aceitavam alguma conexão do ienisseiano com qualquer outra família lingüística, embora distantes ligações tenham sido propostas com a maioria das línguas ergativas da Eurásia.

### Karasuk
A hipótese karasuk, ligando o ienisseiano ao burushaski, têm sido proposta por vários estudiosos, notavelmente por A.P Dulson e V.N. Toporov. George van Driem, o mais proeminente defensor da hipótese karasuk, postula que o  povo burusho era parte da migração da Ásia Central que resultou na conquista indo-européia da Índia.

### Sino-tibetano
Como foi notado por Tailleur e Werner, algumas das propostas mais antigas para a ligação genética do ienisseiano, feita por M.A. Castrén (1856), James Byrne (1892), e G.J. Ramstedt (1907), sugeria que o ienisseiano é o relativo setentrional das línguas sino-tibetanas. Essas idéias foram seguidas muito mais tarde por Kai Donner e Karl Bouda.

### Dene-caucasiano
Bouda, em várias publicações dos anos 30 aos anos 50, descreveu uma cadeia lingüística que (juntamente ao ienisseiano e sino-tibetano) também incluía caucasiano setentrional, e o burushaski, algumas formas do que foi chamado de sino-caucasiano. Os trabalhos de R. Bleichsteiner e O.G. Tailleur, e posteriormente os de Sergei A. Starostin e Sergei L. Nikolayev têm buscado confirmar essas conexões. Outros que ajudaram a desenvolver a hipótese, muitas vezes a expandem para dene-caucasiano, incluem J.D. Bengtson, V. Blažek, J.H. Greenberg (juntamente com M. Ruhlen), e M. Ruhlen. George Starostin dá continuidade ao trabalho de seu pai no estudo das línguas ienisseianas, sino-caucasianas e em outros campos.